# 해오라기

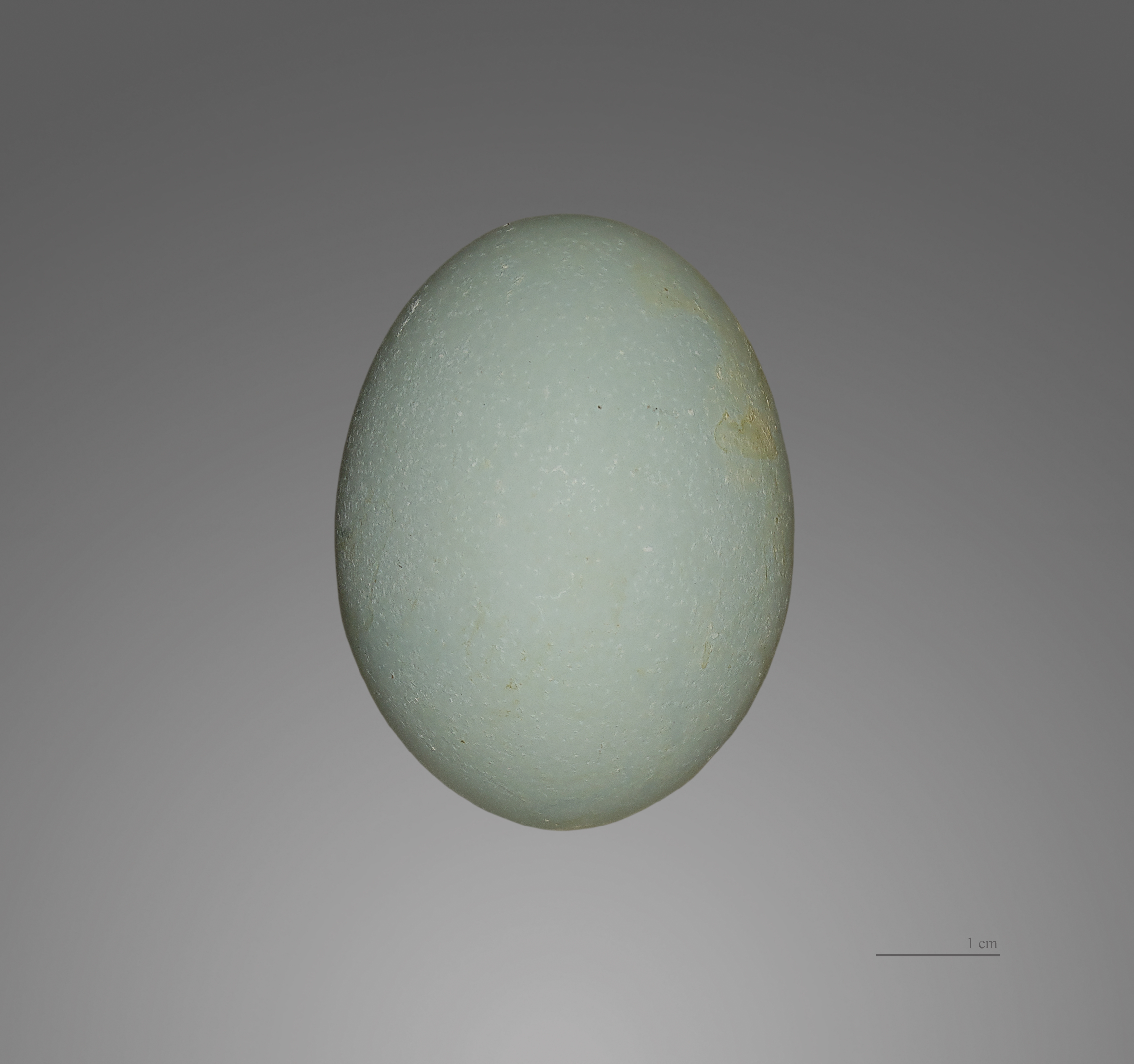
Nycticorax nycticorax

해오라기(영어: black-crowned night heron)는 사다새목 백로과에 속하는 새로, 한국에선 여름철새다.

## 모습
몸길이 약 56-61cm, 날개길이 26-31cm, 꼬리길이 9.4-12cm이다. 머리와 등은 녹청색 금속 광택이 나는 검은색이며, 뒷머리에 여러 가닥의 길고 얇은 흰색 댕기가 있다. 날개·가슴·꼬리는 흰색이다. 새끼는 온몸이 갈색이며, 흐린 세로무늬와 작은 얼룩점이 있다.

## 생활
논·개울·하천·습지 등에서 서식한다. 야행성으로 낮에는 침침한 숲에 있다가 저녁 때 논이나 개울에서 물고기·새우·가재·개구리·뱀·곤충·쥐를 잡아먹는다. 산란기는 4-8월이고 한배에 3-6개의 알을 낳는다. 둥지는 소나무·삼나무·잡목 숲에 작은 나뭇가지를 엮어 만들며, 종종 백로·왜가리와 함께 집단 번식을 하기도 한다. 오세아니아와 극지를 제외한 전 세계에 분포한다.

## 참고 자료
- 이 문서에는 다음커뮤니케이션(현 카카오)에서 GFDL 또는 CC-SA 라이선스로 배포한 글로벌 세계대백과사전의 내용을 기초로 작성된 글이 포함되어 있습니다.

1. ↑  BirdLife International (2019). “Nycticorax nycticorax”. 《IUCN 적색 목록》 (IUCN) 2019: e.T22697211A155515762. doi:10.2305/IUCN.UK.2016-3.RLTS.T22697211A155515762.en. 2021년 11월 12일에 확인함.